# Mario Olenich
Mario Olenich (Trieste, 5 marzo 1908 – ...) è stato un calciatore e allenatore di calcio italiano, di ruolo Terzino.

## Carriera
Ha disputato a Firenze il primo campionato di Serie B, poi sempre nei cadetti ha giocato per la Robur Siena.

## Palmarès

### Giocatore

#### Competizioni nazionali
- Prima Divisione: 1

Siena: 1934-1935